# Mercœur (Corrèze)
Mercoeur – miejscowość i gmina we Francji, w regionie Nowa Akwitania, w departamencie Corrèze.
Według danych na rok 1990 gminę zamieszkiwały 323 osoby, a gęstość zaludnienia wynosiła 11 osób/km² (wśród 747 gmin Limousin Mercoeur plasuje się na 342. miejscu pod względem liczby ludności, natomiast pod względem powierzchni na miejscu 178.).